# Дубенка (приток Желчи)
Дубенка — река в России, протекает в Псковской области. Устье реки находится в 35 км по правому берегу реки Желча. Длина реки составляет 22 км.

## Данные водного реестра
По данным государственного водного реестра России относится к Балтийскому бассейновому округу, водохозяйственный участок реки — Водные объекты бассейна оз. Чудско-Псковское без р. Великая. Относится к речному бассейну реки Нарва (российская часть бассейна).
Код объекта в государственном водном реестре — 01030000312102000027497.